# Pinocchio (spelfilm, 2022)
Pinocchio är en amerikansk familjefilm från 2022. Filmen är regisserad av Robert Zemeckis, som även har skrivit manus tillsammans med Chris Weitz. Den är en nyinspelning av filmen från 1940 med samma namn, som i sin tur är baserad på den italienska boken Pinocchios äventyr från 1883 av Carlo Collodi.
Filmen hade premiär på streamingtjänsten Disney+ den 8 september 2022.

## Rollista (i urval)
- Benjamin Evan Ainsworth – röst som Pinocchio
- Joseph Gordon-Levitt – röst som Benjamin Syrsa
- Tom Hanks – Geppetto
- Cynthia Erivo – den Blå Fén
- Luke Evans – kusken
- Lorraine Bracco – röst som fiskmåsen Sofia
- Keegan-Michael Key – röst som räven ärlige John